# Cantino-Planisphäre

Die Weltkarte des Alberto Cantino

Die als Cantino-Planisphäre oder Cantino-Weltkarte bekannt gewordene Karte bildet den Stand der portugiesischen Entdeckungen um 1500 ab. Sie ist nach Alberto Cantino benannt, dem es im Jahre 1502 gelang, diese für den Herzog von Ferrara von Portugal nach Italien zu schmuggeln. Als bemerkenswert gilt, dass die Karte einen Teil der Küste Brasiliens abbildet. Diese wurde um 1500 von dem portugiesischen Seefahrer Pedro Álvares Cabral entdeckt, der annahm, einen neuen, den Europäern bisher unbekannten, Kontinent gefunden zu haben. Erst später wurde festgestellt, dass es sich um einen Teil desselben Kontinents handelte, auf den verschiedene spanische Expeditionen bereits weiter nördlich gestoßen waren (vgl. Amerigo Vespucci).
Darüber hinaus enthält die Karte Erkenntnisse aus den Reisen von Christoph Kolumbus in die Karibik, von Vasco da Gama und später auch Pedro Álvares Cabral nach Ostafrika und Indien sowie von Gaspar Corte-Real und Miguel Corte-Real (den Söhnen des portugiesischen Entdeckers João Vaz Corte-Real) nach Grönland und Neufundland. Alle außer Kolumbus waren unter portugiesischer Flagge gesegelt.

## Entstehungsgeschichte

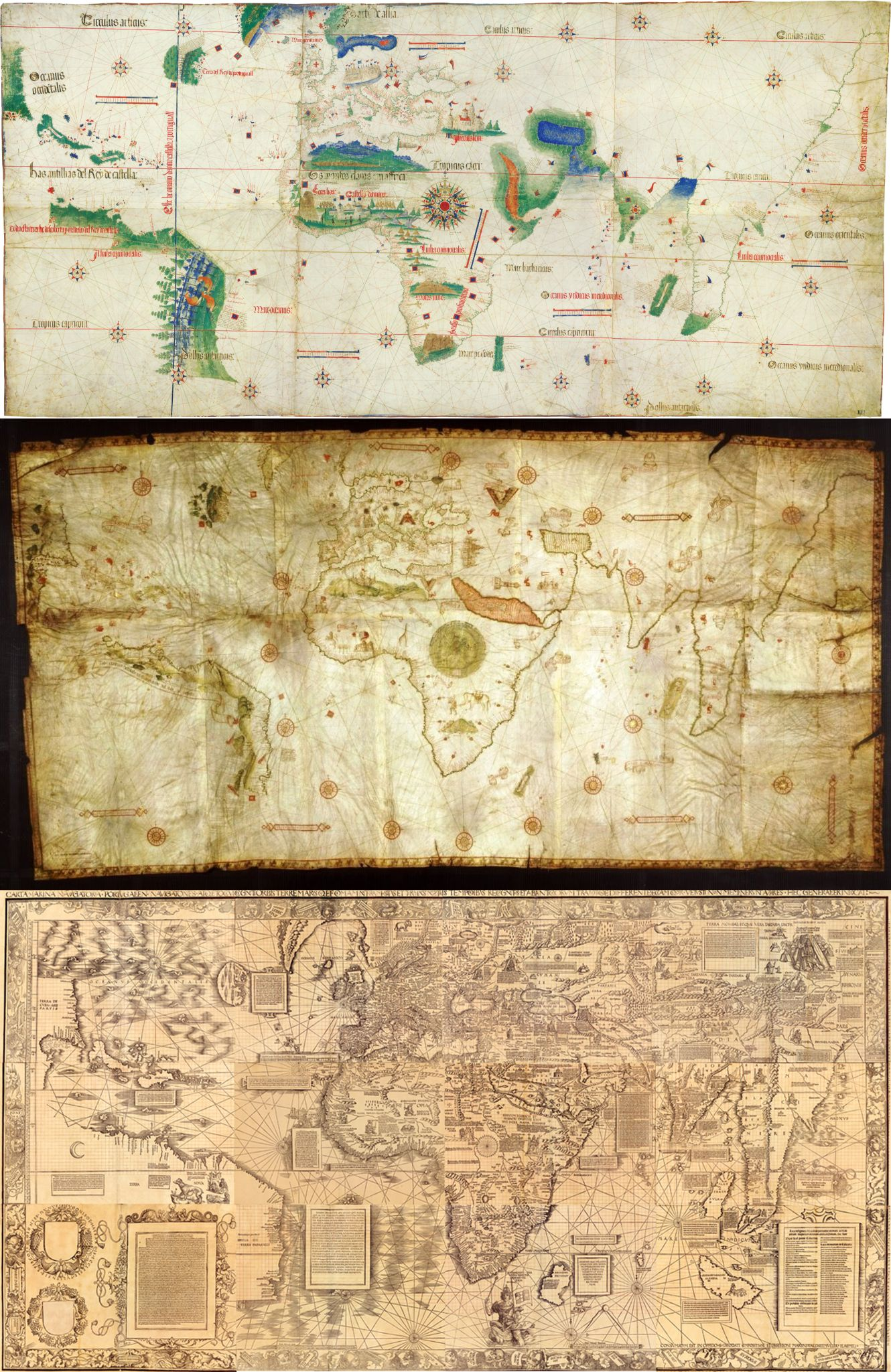
Cantino, 1502
Caverio, 1505
Waldseemüller, 1516

Höchstwahrscheinlich handelt es sich bei der Cantino-Planisphäre um die Kopie eines offiziellen Musterexemplars des Armazém da Guiné e Indias bzw. des Casa da Índia in Lissabon, bei der die neuen von portugiesischen Seefahrern gemachten Entdeckungen aufgezeichnet wurden. Dieses Musterexemplar wurde geheim gehalten und Padrão Real genannt, was in etwa Königlicher Standard bedeutet. Es wird vermutet, dass es Cantino gelang, einen der portugiesischen Kartenmacher mit 12 Golddukaten, einer für diese Zeit beträchtlichen Summe, zu bestechen, damit dieser ihm eine Kopie fertigte. Die Kopie wurde wohl zwischen Dezember 1501 und Oktober 1502 hergestellt, da aus einem von Cantino unterzeichneten Brief geschlossen wird, dass er die Karte am 19. November 1502 an den Herzog von Ferrara versendete.
Aus portugiesischer Sicht dürfte die Cantino-Planisphäre  bereits binnen weniger Monate – in denen weitere mit Entdeckungen verbundene Fahrten folgten – wieder veraltet gewesen sein. Dennoch versorgte sie die Italiener mit dem Wissen über die brasilianische Küstenlinie und damit über diesen Teil Südamerikas, lange bevor andere Nationen erfuhren, dass Südamerika sich so weit nach Süden erstrecken könnte. Die geographischen Informationen aus der Cantino-Karte wurden, kurz nachdem diese Italien erreichte, in die in Italien hergestellte Caveri-Karte übertragen. In der Folge wurde letztere vermutlich die Primärquelle für die Darstellung der neu entdeckten westlichen Länder in der Weltkarte des Martin Waldseemüller aus dem Jahr 1507 und noch unmittelbarer in seine Maritime Karte von 1516.

## Beschreibung
Die Karte hat die Abmessungen 218 × 102 cm und besteht aus drei aneinander geleimten Pergamentblättern. Sie ist von Hand gezeichnet und koloriert.
Eine Inschrift auf der Rückseite der Karte lautet: “Carta de navigar per le Isole nouam trovate in le parte de India: dono Alberto Cantino al S. Duca Hercole”. Aus diesem Grund wird sie als Cantino-Weltkarte oder als Cantino-Planisphäre bezeichnet.

## Kartographische Details
Auf der Karte ist bereits die Demarkationslinie des Vertrages von Tordesillas eingezeichnet.
Die Karte zeigt die nordamerikanische Küste von Florida bereits fast in der korrekten Lage gegenüber von Kuba. Das Gebiet im Mittelatlantik, von Cantino als „Terra del Rey de Portugall“ (Land des Königs von Portugal) bezeichnet, ist eine der frühesten Darstellungen von Neufundland.
Der in portugiesischer Sprache angebrachte Vermerk lautet in etwa:

„Dieses Land wurde im Auftrag des sehr hohen, höchstexzellenten fürstlichen Königs Dom Manuel von Portugal entdeckt, durch Gaspar de Corte Real, einem Ritter in dem Haus des besagten Königs, und als er es entdeckt hatte, sendete er ein Schiff mit einigen Männern und Frauen, welche er in dem besagten Land gefunden hatte (nach Portugal), und er blieb (dort) mit einem weiteren Schiff und kehrte nie zurück, und es wird geglaubt, dass er verschollen ist, und dort sind viele Bäume.“

Die Insel Réunion nannte er Dina Margabim, Mauritius Dina Arobi und Rodrigues Dina Mozare. Die Entdeckungen von Pedro Cabral und Vasco da Gama, also der Seeweg nach Indien und erstmals auch Brasilien sind eingezeichnet.
Auf der Karte sind der Äquator (Linha equinocialis), die beiden Wendekreise (Tropicus cancri und Tropicus capricorni bzw. Circulus capricorni) und der nördliche Polarkreis (Circulus arcticus) prominent eingezeichnet. Der bei Johannes de Sacrobosco ebenfalls beschriebene südliche Polarkreis liegt außerhalb des dargestellten Gebiets.
Eine hohe Detailtreue weisen die Küstenlinien Afrikas, des Mittelmeeres und des Schwarzen Meeres samt Asowschen Meeres auf, dagegen ist die Genauigkeit der Darstellung der nordeuropäischen Küsten und des Ostseegebietes deutlich geringer.

## Zur Geschichte der Karte
Die Karte wurde in der Herzöglichen Bibliothek in Ferrara über mehr als 90 Jahre aufbewahrt, bis sie von Papst Clemens VIII. in einen Palast in Modena verbracht wurde. Mehr als zwei Jahrhunderte später, im Jahre 1859, wurde dieser Palast geplündert und die Cantino-Karte ging verloren. Im selben Jahr wurde sie von Giuseppe Boni, dem Direktor der Biblioteca Estense, in einem Fleischerei-Geschäft in Modena wiedergefunden.
Die Karte wurde erstmals von Henry Harrisse veröffentlicht in dessen Schrift Les Corte-real et leurs voyages au nouveau-monde d’après les documents nouveaux ou peu connus tirés des archives de Lisbonne et de Modène suivi du texte inéd. d’un récit de la troisième expédition de Gaspar Corte-real et d’une importante carte nautique portugaise de l’année 1502 reproduite ici pour la première fois: Mémoire lu à l’académie des inscription et belles lettres […] als Beigabe unter dem Titel Fragment du planisphère envoyé de Lisbonne à Hercule d’Este, duc de Ferrare avant le 19 nov. 1502 / par Alberto Cantino de la grandeur de l’original […] calqué sur l’original par M de Malatesta, Zattera, e Antilli […] et réproduit en facsimile par Pilinski père et fils […] (Schriftenreihe: Recueil de voyages et de documents pour servir à l’histoire de la géographie depuis le 13e jusqu' à la fin du 16e siècle, publ. sous la direction de Ch[arles] Schefer et Henri Cordier; 3. Paris: Leroux, 1883).
Henry Harrisse gab 1889 auch bisher unveröffentlichte Berichte von Cantino an Ercole I. d’Este betreffend Vasco da Gama heraus: Document inédit concernant Vasco da Gama: Relation adressie a Hercule d’Este, duc de Ferrare par son ambassadeur a la cour de Portugal. Ris-Orangis (Seine-et-Oise, heute zu Paris), 1889.
Zurzeit befindet sich die Cantino-Karte in der Biblioteca Estense in Modena, Italien.
Der niederländische Historiker Gerard Vindt behandelt die Geschichte der Karte Cantinos in einem populärwissenschaftlichen Roman. Er beschreibt darin, literarisch frei, wie die einzige – und aufgrund ihrer machtpolitischen Bedeutung als Staatsgeheimnis eingestufte – Weltkarte des portugiesischen Königs aus dem kartografischen Atelier von Lissabon gestohlen wurde.